# Čakov (okres České Budějovice)
Čakov je obec v okrese České Budějovice v Jihočeském kraji. Leží zhruba dvanáct kilometrů západně od Českých Budějovic. Žije zde 303 obyvatel.

## Název
První zmínka o vsi uvádí název Čekov. Později byl užíván i název Velký Čakov, německy Gross Tschekau nebo Gross Czekau.

## Historie
V jižní části vesnice se na vrcholu táhlého hřbetu nad Jankovským potokem v době halštatské nacházelo drobné sídliště odkryté při archeologických výzkumech v letech 2001 a 2003. Pravděpodobně je tvořila samostatně stojící usedlost, ve které probíhalo hutnění železné rudy doložené velkým množstvím nalezené strusky. Prostor sídliště je zastavěn rodinným domy.
První písemná zmínka o vesnici (Schecow, tj. Čekov) pochází z roku 1262. Ve starších dobách náležel Čakov Rožmberkům; zprvu býval spravován z hradu Poděhusy, později v rámci panství Český Krumlov. Rožmberský urbář z roku 1379 udává pro Čakov 8 lánů obhospodařovaných pozemků, jiný urbář k roku 1510 zde jmenuje 10 hospodářů (4 celoláníky a 6 půlláníků); 10 hospodářství bývalo v Čakově i kolem roku 1601, kdy poslední z Rožmberků Petr Vok ve finanční tísni prodal krumlovské panství císaři Rudolfu II., z jehož následovníků Ferdinand II. v roce 1622 udělil panství Český Krumlov včetně Čakova Janu Oldřichovi z Eggenberku. Vnuk onoho Jan Kristián z Eggenberku v roce 1710 bezdětný zemřel, čímž panství přešlo na vdovu Marii Ernestinu rozenou ze Schwarzenbergu, po její smrti roku 1719 pak na jejího synovce Adama Františka ze Schwarzenbergu. Schwarzenbergové pak zůstali čakovskou vrchností až do zrušení poddanství. K roku 1756 se v Čakově poprvé připomíná škola. Dne 8. února 1841 postihl vesnici silný požár, při němž pohořelo sedm usedlostí.

## Přírodní poměry
V katastrálním území Čakov u Českých Budějovic je ptačí oblast Dehtář (kód lokality CZ0311038).

## Obyvatelstvo
| Rok            | 1840 | 1869 | 1880 | 1890 | 1900 | 1910 | 1921 | 1930 | 1950 | 1961 | 1970 | 1980 | 1991 | 2001 | 2011 | 2021 |
| -------------- | ---- | ---- | ---- | ---- | ---- | ---- | ---- | ---- | ---- | ---- | ---- | ---- | ---- | ---- | ---- | ---- |
| Počet obyvatel | 241  | 287  | 246  | 231  | 244  | 252  | 233  | 220  | 160  | 164  | 152  | 146  | 125  | 131  | 190  | 197  |
| Počet domů     | 29   | 33   | 34   | 34   | 36   | 36   | 36   | 39   | 47   | 42   | 43   | 44   | 50   | 53   | 70   | 76   |

## Obecní správa
Od roku 1850 byl Čakov samostatnou obcí s částmi Čakovec, Dehtáře a Holubovská Bašta. V roce 1924 se osamostatnily Dehtáře. V období 14. června 1964 až 23. listopadu 1990 spadaly všechny tři vesnice pod obec Jankov.

### Části obce

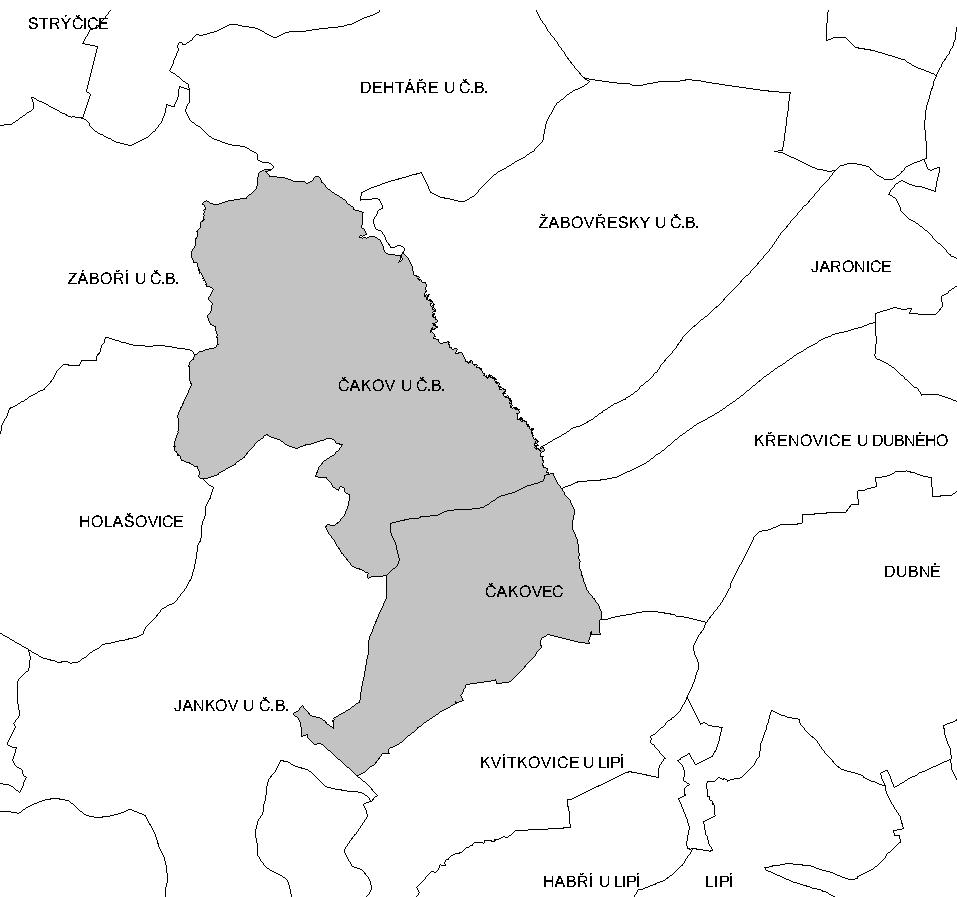
Katastrální území Čakova

Obec sestává ze tří částí: První je vesnice Čakov, druhou představuje o něco menší víska Čakovec, vzdálené přibližně 1¾ km jihovýchodním směrem, třetí pak osada Holubovská Bašta, ležící při jižním břehu rybníka Dehtář asi 1¾ km ssz. od Čakova.
(údaje ze sčítání lidu, celkem 95 domů a 201 obyvatel k 1. březnu 2001)
- Čakov; katastrální území Čakov u Českých Budějovic, 5,92 km², 53 domů, 131 obyvatel
- Čakovec; k. ú. Čakovec, 3,10 km², 29 domů, 40 obyvatel
- Holubovská Bašta; k. ú. Čakov u Českých Budějovic, 13 domů, 30 obyvatel

### Obecní symboly
Znak a vlajka byly obci uděleny rozhodnutím předsedy Poslanecké sněmovny Parlamentu České republiky dne 20. května 2019.

## Pamětihodnosti

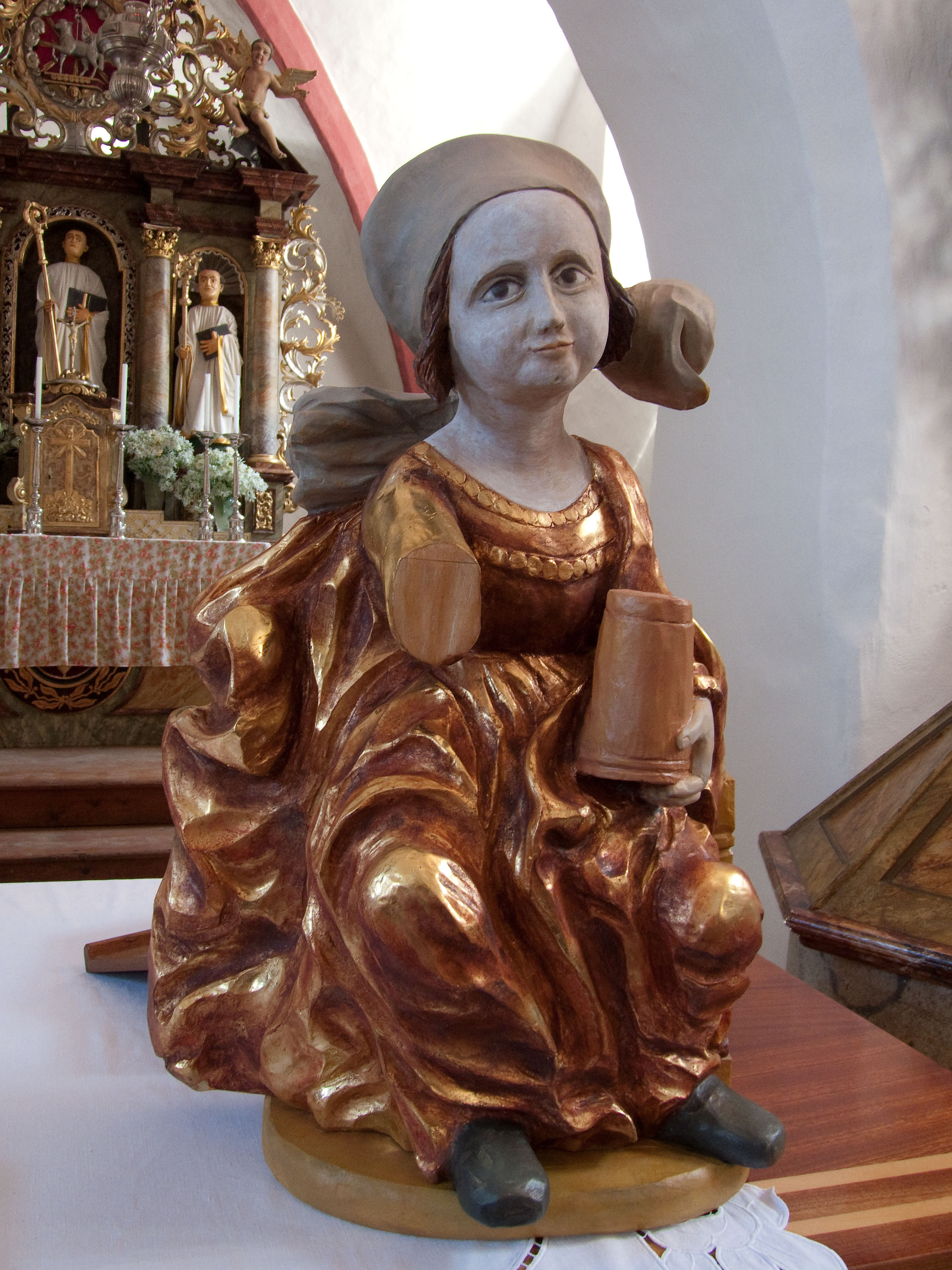
Kopie sochy svaté Máří Magdaleny v čakovském kostele (originál v Alšově jihočeské galerii na Hluboké)

- Bývalý farní kostel svatého Linharta uprostřed návsi představuje díky své vyvýšené poloze zdaleka patrnou dominantu obce. Raně gotická stavba z doby kolem roku 1300 bývala obklopena hřbitovem, zrušeným 1961. Několik dřevěných gotických soch z výzdoby kostela je vystaveno v Alšově galerii na Hluboké. V kostele se též dochoval náhrobník Jiřího Čakovce z Bohušic a na Čakovci († 30. června 1529).[10]
- Fara, barokní z roku 1787;  v roce 2019 byla zrestaurována pro potřeby obce.[11]
- Dva mohylníky
- Tvrz
- Kamenná čtverhranná kašna v parčíku před kostelem, datovaná 1869
- Kaple svatého Václava z roku 1883, naproti faře
- Ve vsi se dochoval asi tucet usedlostí ze druhé poloviny 19. a počátku 20. století. Usedlost čp. 18 je památkově chráněná.
- Podevrážský mlýn
- Hasičská zbrojnice

## Galerie

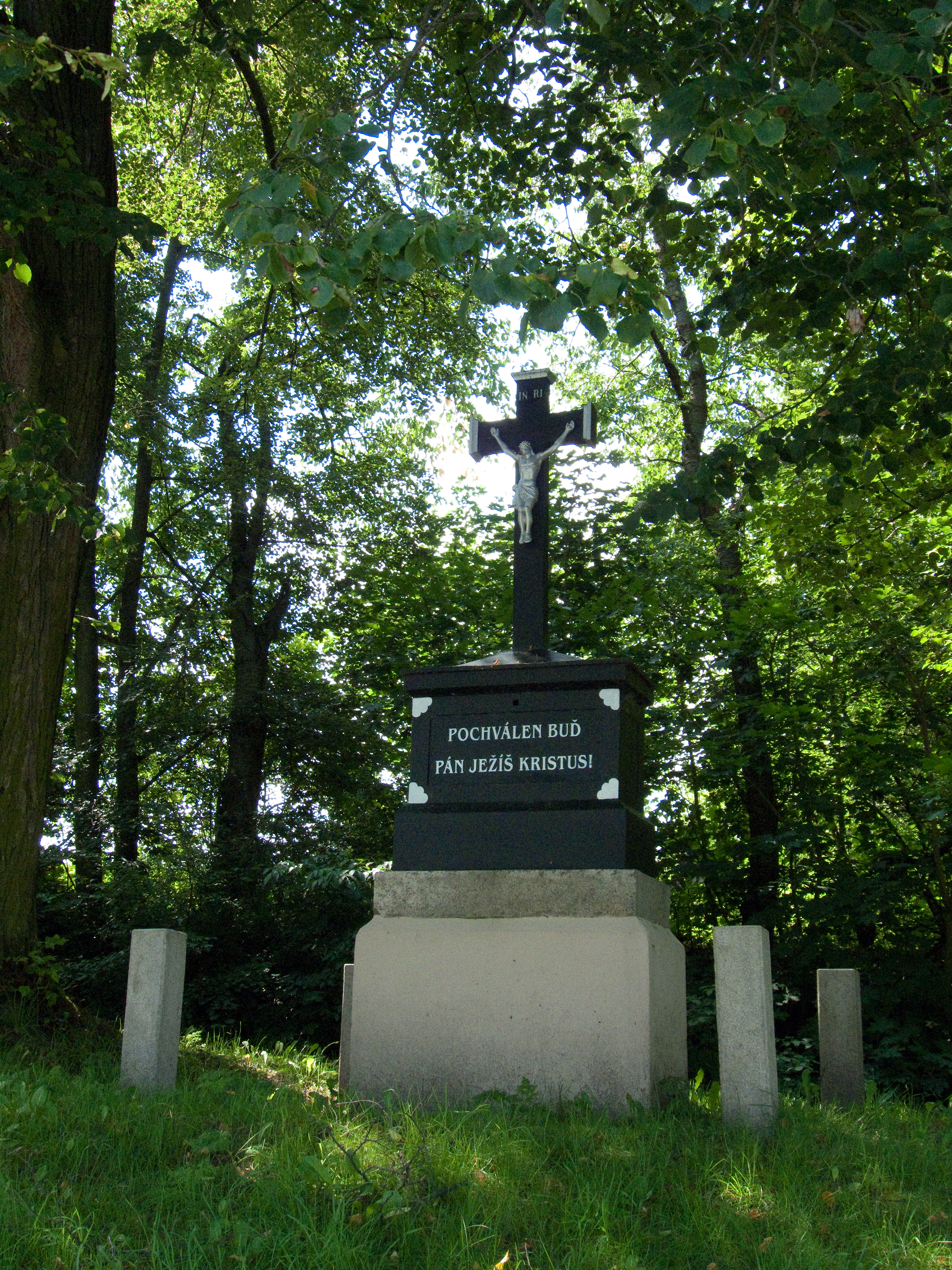
Křížek
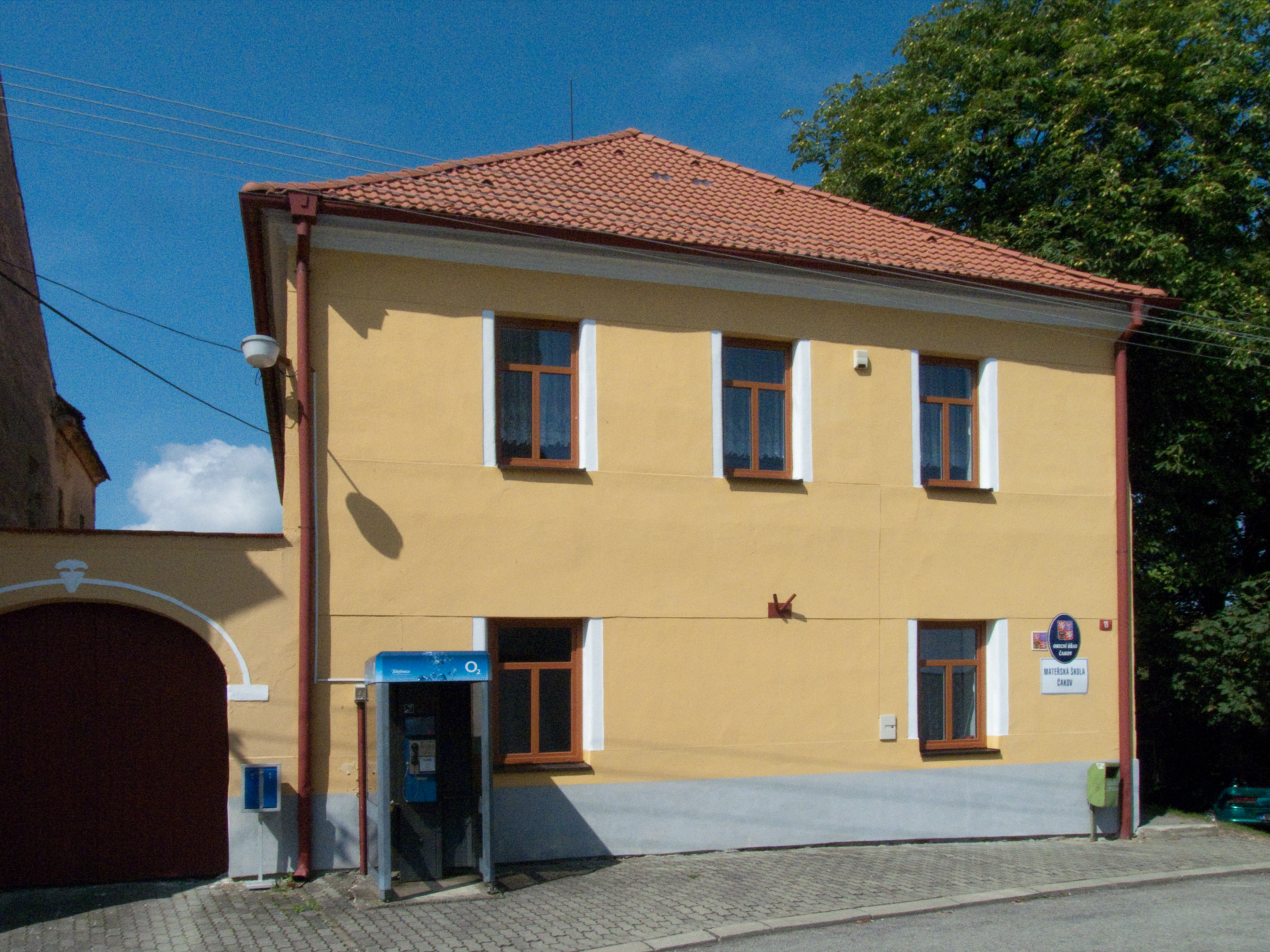
Obecní úřad
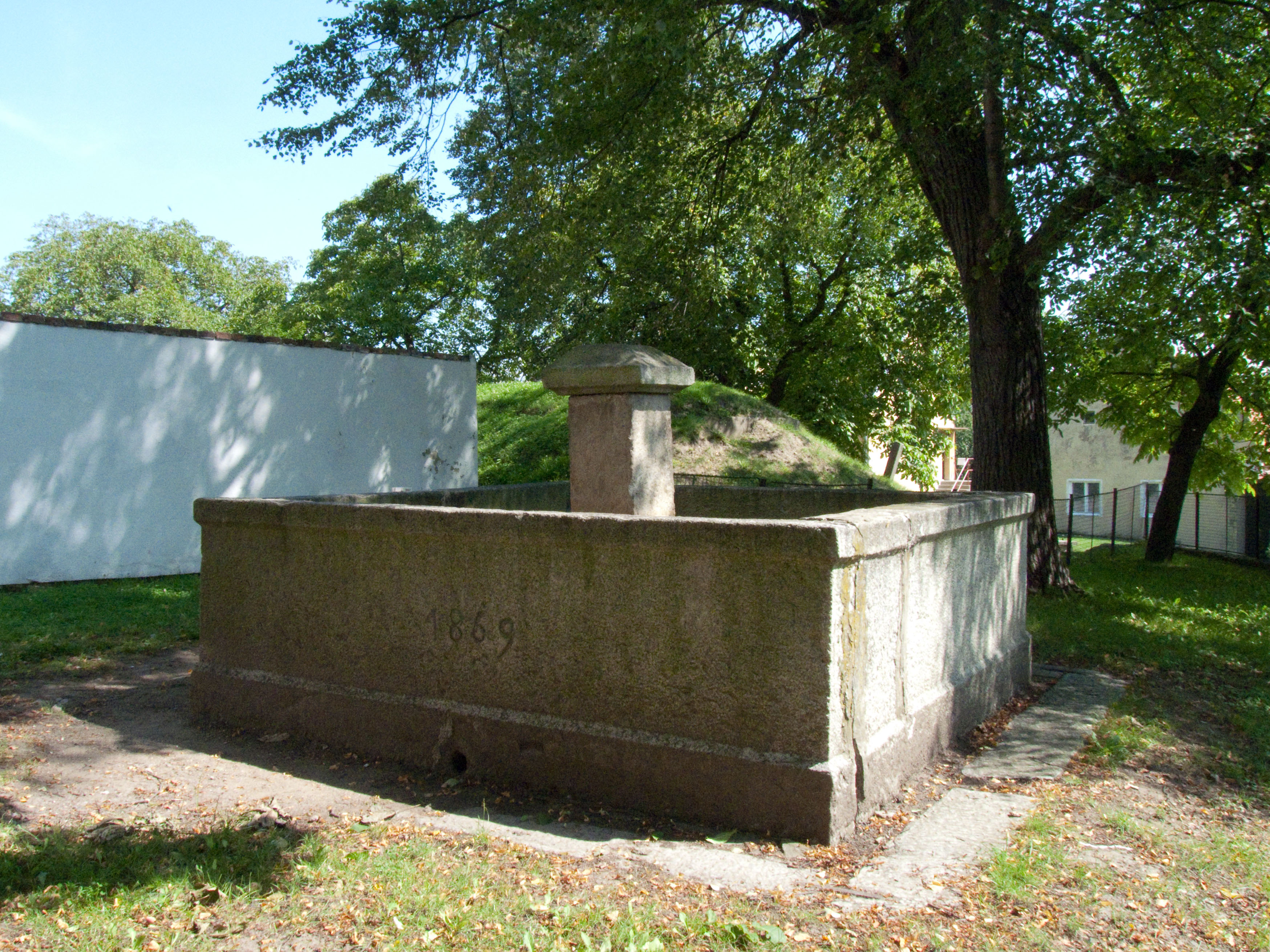
Kašna
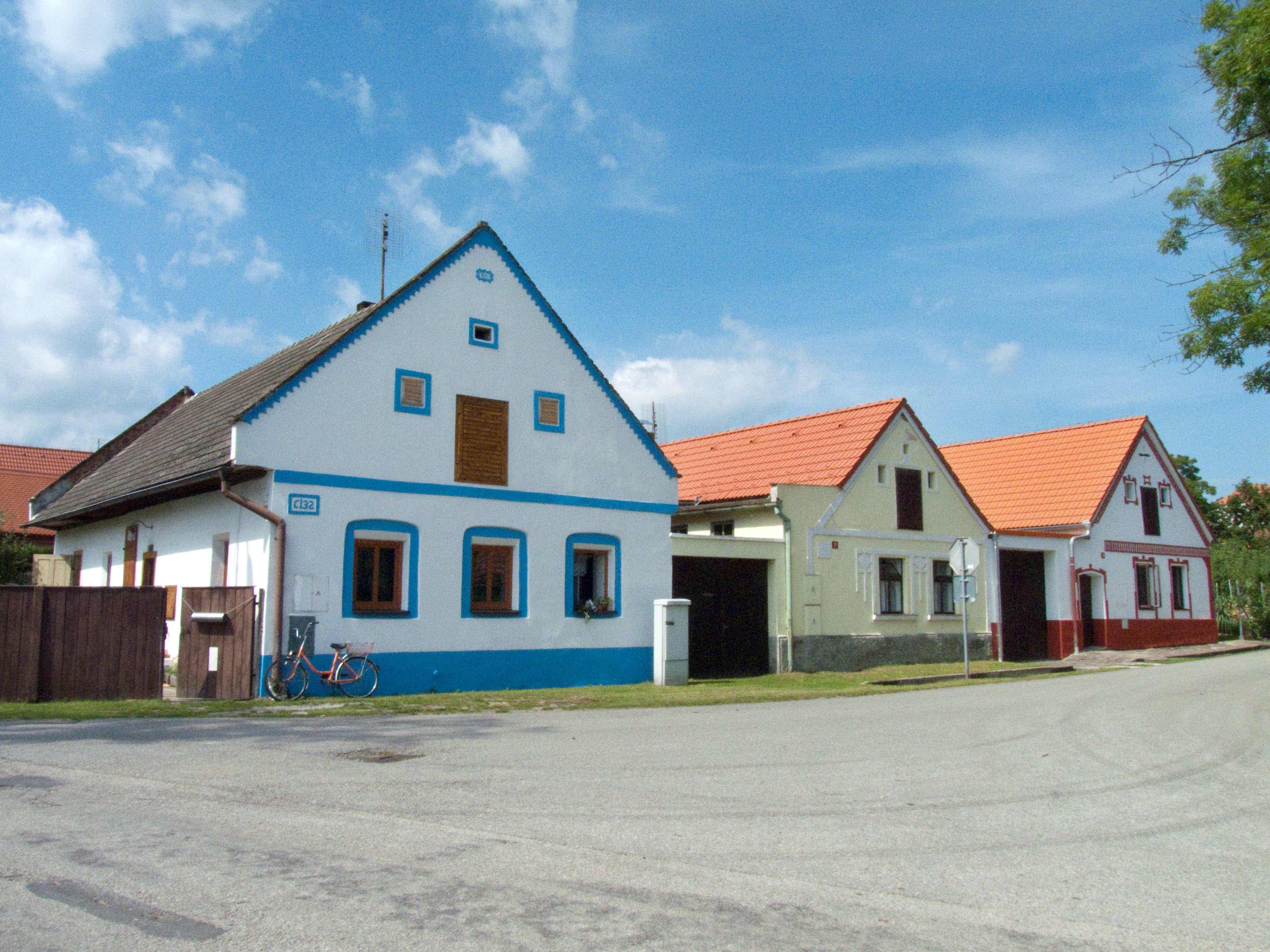
Stavení čp. 32
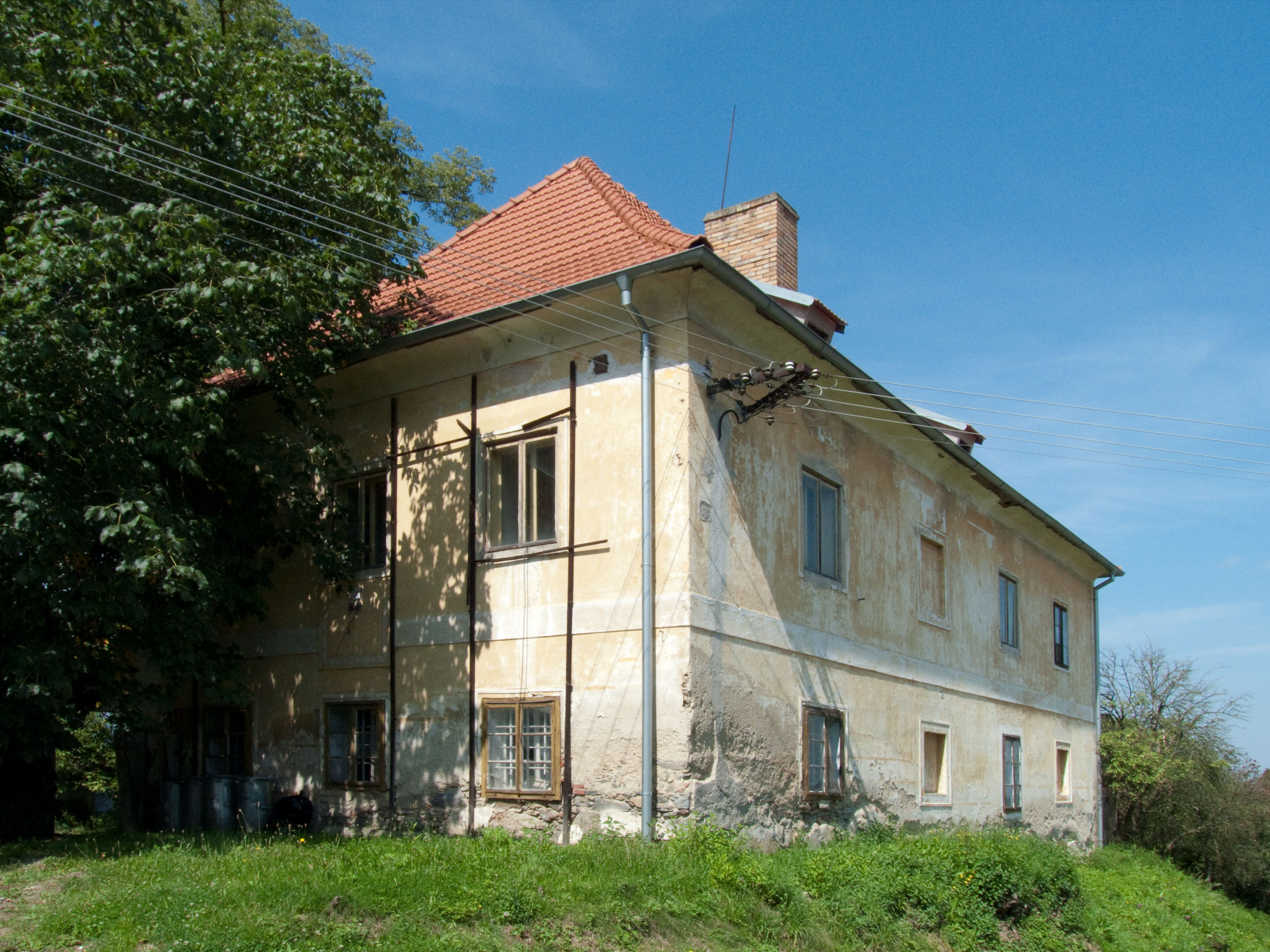
Fara
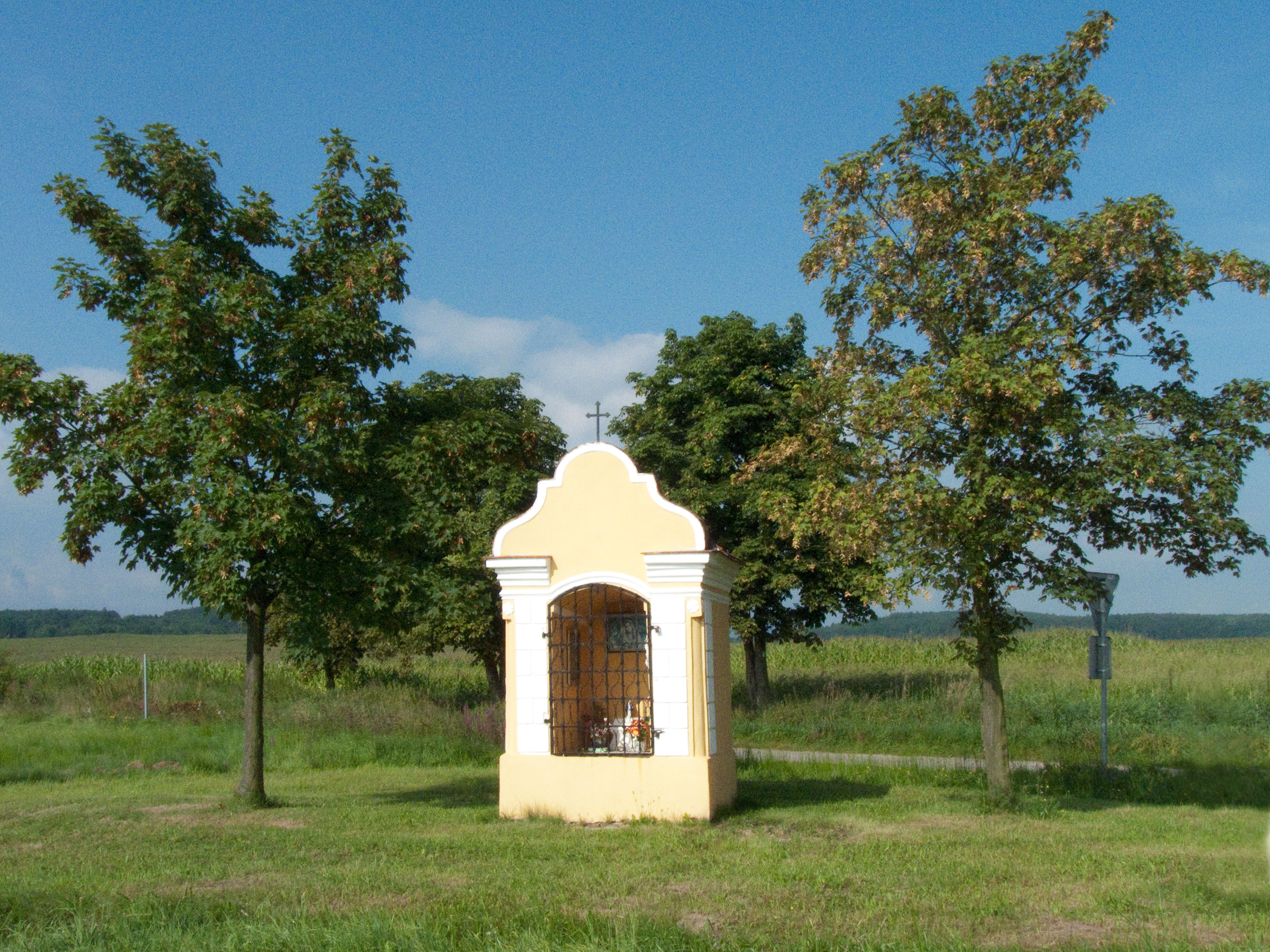
Kaplička